# Butter-Fly
〈Butter-Fly〉 (버터플라이)는 일본의 가수, 와다 코지의 악곡으로, 1번째의 싱글이다. 1999년 4월 23일에 발매되었다. 발매원은 NEC 인터채널 (현 인터채널), 판매원은 킹레코드 (NEDA-10001/재발: NECM-10014)이다.
덧붙여 본항에서는 이 싱글의 리메이크작 〈Butter-Fly ~Strong Version~〉 〈Butter-Fly ~tri.Version~〉에 대해서도 해설하였다.

## 개요
- 와다의 메이저 데뷔 싱글로, 표제곡은 텔레비전 애니메이션 《디지몬 어드벤처》 오프닝 테마이다. 와다는 같은 애니메이션 제 5작째의 《디지몬 세이버즈》까지는 전시리즈에서 주제가를 담당하였다.[주 1] 자신의 싱글로는 2번째의 매상을 기록하였다.
- 발매 당초는 8cm 싱글이었지만, 2004년 8월 1일에 맥시 싱글로서 재발매되었다.
- 타이틀의 〈Butter-Fly〉는 만화 《디지몬 어드벤처 V테이머01》 제22화의 부제가 되어 있다.

## 수록곡
1. Butter-Fly [4:18]
작사·작곡: 치와타 히데노리, 편곡: 와타나베 체루
  - 원래 발라드를 좋아했던 와다였지만, 노래하는 록 넘버가 되었다.[1]
2. Seven [4:17]
작사·작곡: 코야마 코헤이, 편곡: 와타나베 체루
3. Butter-Fly (Original karaoke)
4. Seven (Original karaoke)

## 협력
- 후지테레비계 애니메이션 《디지몬 어드벤처》 오프닝 테마 (#1)
- 후지테레비계 애니메이션 《디지몬 어드벤처》 삽입곡 (#1,#2)
- 토에이 배급 애니메이션 영화 《디지몬 어드벤처 우리들의 워게임!》 오프닝 테마 (#1)

## Butter-Fly ~Strong Version~
〈Butter-Fly ~Strong Version~〉 (버터플라이 스트롱 버전)은 2009년 4월 22일에 발매된 와다 코지의 10번째의 싱글이다. 발매원은 티와이 엔터테인먼트 (구·인덱스 뮤직), 판매원은 킹레코드이다.
데뷔만 10주년을 맞이하는 것을 기념해서 발매된, 데뷔 싱글 〈Butter-Fly〉의 리메이크 한 싱글이다. 발매에 즈음하여, 악곡에 새로운 어레인지가 베풀어진 것 외, 재킷의 디자인이 새로워졌다.

### 수록곡
1. Butter-Fly ~Strong Version~ [4:30]
작사·작곡: 치와타 히데노리, 편곡: 와타나베 체루
2. Seven ~10th Memorial Version~ [4:37]
작사·작곡: 코야마 코헤이, 편곡: 와타나베 체루
3. Butter-Fly ~Strong Version~ (Original karaoke)
4. Seven ~10th Memorial Version~ (Original karaoke)

## Butter-Fly ~tri.Version~
〈Butter-Fly ~tri.Version~〉 (버터플라이 트라이 버전)은 2015년 11월 25일에 발매된 와다 코지의 14작째의 싱글이다. 발매원은 돌리 뮤직 퍼블리싱 (돌리 뮤직 자회사), 판매원은 킹레코드이다.
2013년의 활동 재개 후 처음이 되는 싱글. 애니메이션 《디지몬 어드벤처》 탄생 15주년을 기념해 제작된 신시리즈 《디지몬 어드벤처 tri.》의 주제가로서 데뷔 싱글 〈Butter-Fly〉를 다시 리메이크 하고있다.

### 수록곡
1. Butter-Fly ~tri.Version~ [3:47]
작사·작곡: 치와타 히데노리, 편곡: 타마키 치히로
2. Butter-Fly ~tri.Version~ (Original karaoke) [3:43]

## Seven ~tri.Version~
〈Seven ~tri.Version~〉 (세븐 트라이 버전)은 2016년 3월 30일에 발매된 와다 코지의 15번째 싱글이다. 발매원은 돌리 뮤직 퍼블리싱 (돌리 뮤직 자회사), 판매원은 킹레코드이다.
《디지몬 어드벤처 tri.》의 제2장 엔딩 테마로, 데뷔 싱글의 커플 링곡 〈Seven〉을 다시 리메이크 하였다.
또한, 보컬은 2009년의 악곡 〈Seven ~10th Memorial Version〉을 사용하였다. 미야자키 아유미, AiM이 코러스로 참여하였다.
같은 해 4월 3일, 와다는 상인두암에 의해 사망하였다. 그리하여 이 싱글은 생전의 마지막 작품이되었다.

### 수록곡
1. Seven ~tri.Version~ [4:14]
작사·작곡: 코야마 코헤이, 편곡: 와타나베 체루
2. Seven ~tri.Version~ (Original karaoke) [4:11]

## 수록 앨범
- Butter-Fly
all of my mind
The Best Selection~Welcome Back!
디지몬 어드벤처 싱글 히트 퍼레이드
디지몬 어드벤처 베스트 히트 퍼레이드
디지몬 삽입곡 베스트 에볼루션 (피아노 버전)
DIGIMON HISTORY 1999-2006 ALL THE BEST
디지몬 음악 100 타이틀 기념 작품 We Love DiGiMONMUSiC (원곡과 커버 버전)
디지몬초진화 베스트!
디지몬초진화 베스트 2!
디지몬 오프닝 베스트 스피릿 (원곡의 외, 텔레비전 사이즈판, 극장판으로 사용된 쇼트판 3타입, 피아노판도 수록되었다.)
DIGIMON MOVIE SONG COLLECTION
re-fly
DIGIMON SONG BEST OF KOJI WADA
- Seven
all of my mind
The Best Selection~Welcome Back!
디지몬 어드벤처 싱글 히트 퍼레이드
디지몬 어드벤처 베스트 히트 퍼레이드
디지몬 삽입곡 베스트 에볼루션 (어쿠스틱 버전)
- Butter-Fly ~Strong Version~
- Seven ~10th Memorial Version~
- Butter-Fly ~tri.Version~
DIGIMON SONG BEST OF KOJI WADA
- Seven ~tri.Version~
DIGIMON SONG BEST OF KOJI WADA

## 〈Butter-Fly〉의 커버
- 이킨·첸 - 커버 앨범 《Beautiful Life》(2000년)에 수록.
- 엔도 마사아키 - 커버 앨범 《ENSON ~COVER SONGS COLLECTION Vol.1~》(2008년)에 수록.
- EIZO Japan - 커버 앨범 《EIZO Japan 1》(2009년)에 수록.
- 모모이 붙이는 와 - 커버 앨범 《more&more quality RED ~Anime song cover~》(2010년)에 수록.
- 이리노 미유 - 컨필레이션·커버 앨범 《신·백 가성난남성 성우편》(2010년)에 수록.[주 2]
- 카게야마 히로노브, May'n - 라이브 《Animelo Summer Live 2011 -rainbow-》(2011년 8월 27일)에서 가창. LIVE DVD에 수록.
- 류전Project - 커버 앨범 《류전PPP》(2012년)에 수록.
- FEST VAINQUEUR - 앨범 《V-ANIME ROCKS evolution》(2013년)에 수록.
- Sea*A -앨범 《Sea*A》(2013년)에 English Version로서 수록.
- EMERGENCY -앨범 《ADM - Anime Dance Music produced by tkrism -》(2013년)에 수록.
- Trefle - 싱글 《Butter-Fly/One Time》(2015년)에 수록.

## 그 외
- 2009년 3월 4일에, KONAMI에서 발매된 음악 아케이드 게임 《pop'n music|pop'n music 17 THE MOVIE》에서 〈Butter-Fly〉가 판권곡 카테고리의 1곡으로서 수록되었다.[3] 다만, 와다 본인에 의한 버전이 아니고, 타이틀 표기는 〈Butter-FLY〉가 되고있다.
  - 이 버전은 2012년 4월 18일에 iOS 용 《REFLEC BEAT plus》의 유료 전달 〈ANIME PACK 02〉, 2012년 11월 21일 가동의 아케이드 게임 《REFLEC BEAT colette》에도 수록되었다. 이것들은 〈Butter-Fly〉가 되어 있다.

### 내용주
1. ↑  6번째 《디지몬 크로스 워즈》에서는 삽입곡만 담당하였다.
2. ↑  풀 사이즈가 아니고, 전후의 곡과의 메들리 형식에서 수록.

### 참조주
1. ↑  디지몬 테이머즈·배틀 스피릿 와다 코지씨에게 인터뷰 보관됨 2010-08-20 - 웨이백 머신 딘프스[깨진 링크(과거 내용 찾기)], 2001년 12월 7일 갱신.
2. ↑  html 코지 광장 II환생[깨진 링크(과거 내용 찾기)]
3. ↑  Butter-FLY 악곡 소개 - KONAMI 《pop'n music 17 THE MOVIE》 공식 사이트